# Mahnaz Afkhami
Mahnaz Afkhami (مهناز افخمی) est une femme politique et féministe iranienne, née le 14 février 1941 à Kerman (Iran). 

## Biographie
Mahnaz Afkhami est la présidente fondatrice de l'association Women's Learning Partnership et la directrice de la fondation d'études iraniennes (en).
Elle a été ministre chargée des Affaires de la femme entre 1975 et 1978. Elle vit en exil aux États-Unis depuis 1979. 
Elle a publié de nombreux ouvrages et tenu des conférences sur les thèmes du féminisme, des droits des femmes, de la place des femmes dans les pays musulmans, dans les technologies et dans la société en général.

## Ouvrages
- 2015 : Beyond Equality: A Manual for Human Rights Defenders (co-auteur), Women's Learning Partnership, Bethesda, Maryland
- 2012 ; Victories Over Violence: Ensuring Safety for Women and Girls (co-auteur), Women's Learning Partnership, Bethesda, Maryland
- 2010 : Leading to Action: A Political Participation Handbook for Women (co-auteur), Women's Learning Partnership, Bethesda, Maryland
- 2002 : Toward a Compassionate Society (editor), Women’s Learning Partnership, Bethesda, Maryland
- 2001 : Leading to Choices: A Leadership Training Handbook for Women (co-auteur), Women’s Learning Partnership, Bethesda, Maryland
- 1998 : Safe and Secure: Eliminating Violence Against Women in Muslim Societies (co-auteur), Sisterhood Is Global Institute, Bethesda, Maryland
- 1997 : Muslim Women and The Politics of Participation (co-édité avec Erika Friedl), Syracuse University Press, Syracuse, New York
- 1996 : Claiming Our Rights: A Manual for Women’s Human Rights Education in Muslim Societies (co-auteur avec Haleh Vaziri), Sisterhood Is Global Institute, Bethesda, Maryland
- 1995 : Faith and Freedom: Women's Human Rights in the Muslim World, Syracuse University Press and I.B. Tauris
- 1994 : Women and the Law in Iran (1967–1978) (compilation avec introduction), Women's Center of the Foundation for Iranian Studies
- 1994 : Women in Exile, University Press of Virginia
- 1994 : In the Eye of the Storm: Women in Postrevolutionary Iran (édité avec Erika Friedl), Syracuse University Press and I.B. Tauris
- 1992 : Iran: A PreCollegiate Handbook (avec Charlotte Albright), Foundation for Iranian Studies
- 1978 : "Notes on the Curriculum and Materials for a Women's Studies Program for Iranian University Women"
 "Iran's National Plan of Action for Integration of Women in Development: Theory, Structure and Implementation"
 (manuscripts prepared for the Women's Organization of Iran Center for Research on Women, Tehran)